# Фьерро Госсман, Хульета Норма
Хульета Норма Фьерро Госсман (исп. Julieta Norma Fierro Gossman; род. 24 февраля 1948, Мехико) — мексиканский астрофизик.

## Биография
Родилась 24 февраля 1948 году в Мехико. Её отец был военным врачом-эндокринологом, мать — студенткой из Мичигана. Училась в Школе наук УНАМ. Вела телесериал «Más allá de las estrellas" (Beyond the Stars)», в 1998 году программа стала лучшим научным шоу в Мексике. С 2000 по 2004 год была генеральным директором научных исследований UNAM. Автор 40 книг, 23 из них стали научно-популярными, и 10 статей в различных конференциях и журналах. Одна из её работ была опубликована на майяском языке. Участвовала в открытии научного музея Universum (UNAM) и интерактивного музея Museo Descubre. Принимала участие в основании научного музея в Пуэрто-Рико, обсерватории Мак-Доналд в США и Южноафриканской астрономической обсерватории.
В настоящее время научный сотрудник Института астрономии Национального автономного университета Мексики и профессор в Школе университета наук. 24 июля 2003 года избрана членом Мексиканской академии языка заняв 25-е место 26 августа 2004 года. 21 апреля 2005 года избрана членом Королевской академии испанского языка.

## Награды
- 1992: Премия Всемирной академии наук[8];
- 1995: Премия Калинги[9];
- 1996: Золотая медаль Примо Ровиса от Центра астрофизической теории Триеста[10];
- 1998: Премия Клюмпке-Робертс[англ.][11]; Национальная премия в области научной журналистки[12];
- 2001: Латиноамериканская премия за популяризацию науки[13];
- 2003: Гражданинская медаль за заслуги перед собранием представителей Мехико[14];
- 2004: Медаль Бенито Хуареса[14];
- 2005: Премия Флама от Автономного университета штата Нуэво Леон;
- Honoris causa от Университета Мичоакана-де-Сан-Николас-де-Идальго[англ.][5];
- 2011: Медаль Васко де Кирога[15];
- 2017: Региональная премия TWAS -ROLAC[16];
- 2021: Медаль «За научные заслуги»[17][18]
- 2023: Избрана членом Американской академии искусств и наук[19].

## Труды
- La familia del Sol (1989), co-authored with Miguel Ángel Herrera, Cultural Economic Fund, ISBN 978-968-16-7076-4. Part of the collection "La ciencia para todos", #62, and the Classroom Libraries collection.
- Extraterrestres (2000), Lectorum, ISBN 968-5270-10-4. Part of the Classroom Libraries collection.
- Fronteras el universo (2000), co-authored with Manuel Peimbert (compiler), Silvia Torres-Peimbert, Miguel Ángel Herrera, Miriam Peña, Luis Felipe Rodríguez [es], Dany Page, José Jesús González, Déborah Dultzin, Cultural Economic Fund, ISBN 9789681661038. Wrote one chapter about planetary systems. Part of the collection "La ciencia para todos", #176.
- La astronomía de México (2001), Lectorum, ISBN 968-5270-55-4. Reissued in 2005.
- Albert Einstein: Un científico de nuestro tiempo (2005), co-authored with Héctor Domínguez, Lectorum, ISBN 970-32-1108-9.
- Lo grandioso de la luz, Gran paseo por la ciencia (2005), Editorial Nuevo México, ISBN 970-677-181-6.
- Lo grandioso del tiempo, Gran paseo por la ciencia (2005), Editorial Nuevo México, ISBN 970-677-179-4.
- Cartas Astrales: Un romance científico del tercer tipo (2006), co-authored with Adolfo Sánchez Valenzuela, Alfaguara, ISBN 968-19-1175-X.
- La luz de las estrellas (2006), co-authored with Héctor Domínguez, Ediciones La Vasija, ISBN 970-756-095-9.
- Galileo y el telescopio, 400 años de ciencia (2007), co-authored with Héctor Domínguez, Uribe y Ferrari Editores, ISBN 970-756-238-2.
- Newton, la luz y el movimiento de los cuerpos (2007), co-authored with Héctor Domínguez, Uribe y Ferrari Editores, ISBN 9789707562820.
- Nebulosas planetarias: la hermosa muerte de las estrellas (2009), co-authored with Silvia Torres-Peimbert, Cultural Economic Fund, ISBN 978-607-16-0072-1. Part of the collection "La ciencia para todos", #220.
- La Evolución Química del Sol (2012), co-authored with Manuel Peimbert, Cultural Economic Fund, ISBN 978-607-16-12373. Part of the collection "La ciencia para todos", #234.[20]